# Armia asyryjska

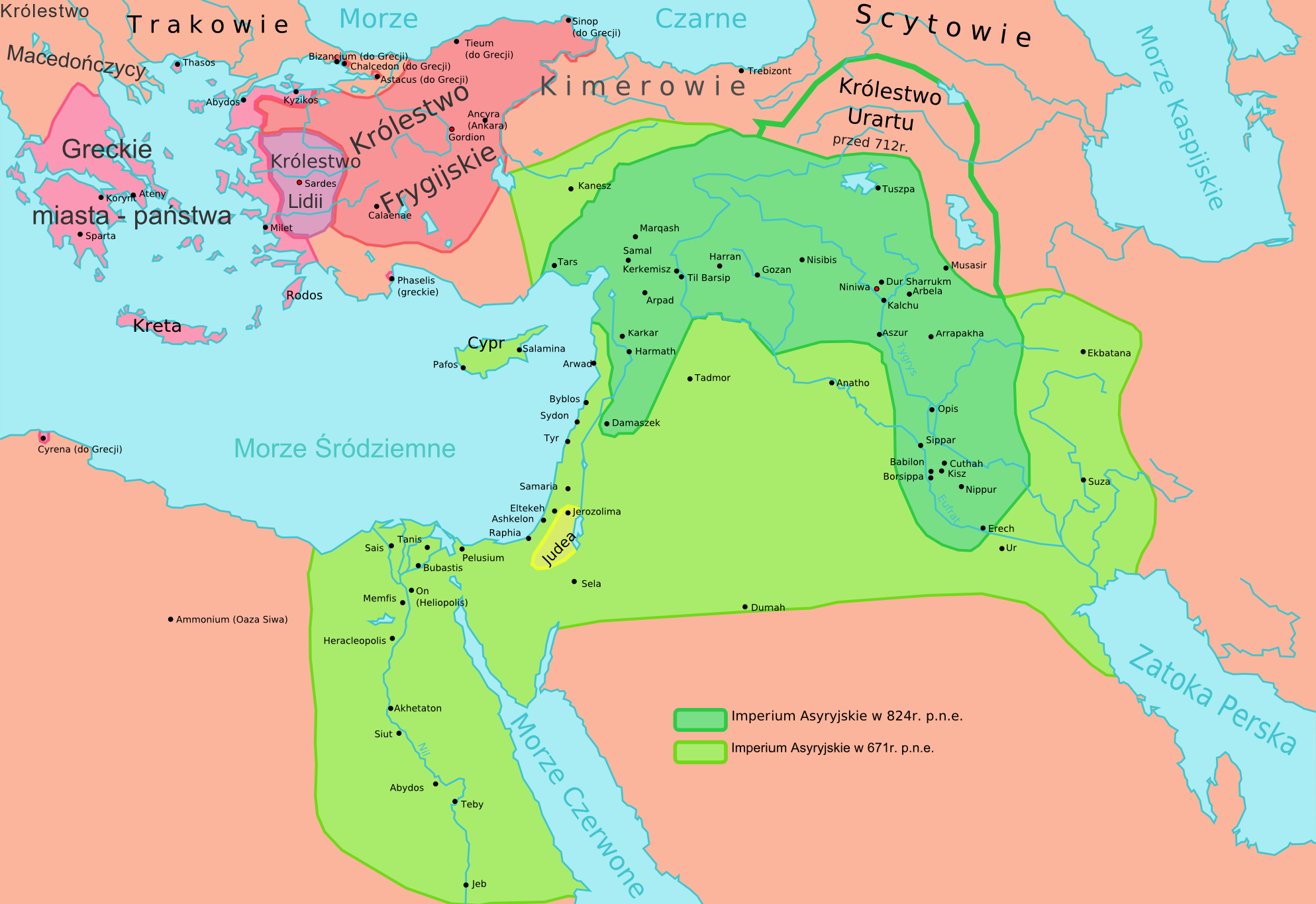
Mapa imperium asyryjskiego w I tys. p.n.e.

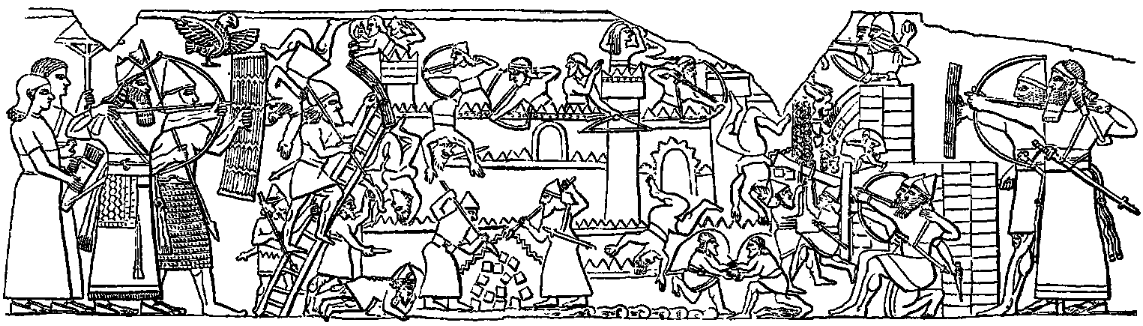
Asyryjski atak na miasto z użyciem machin oblężniczych, drabin, piechoty, saperów i łuczników – przerys jednego z reliefów z czasów Aszurnasirpala II.

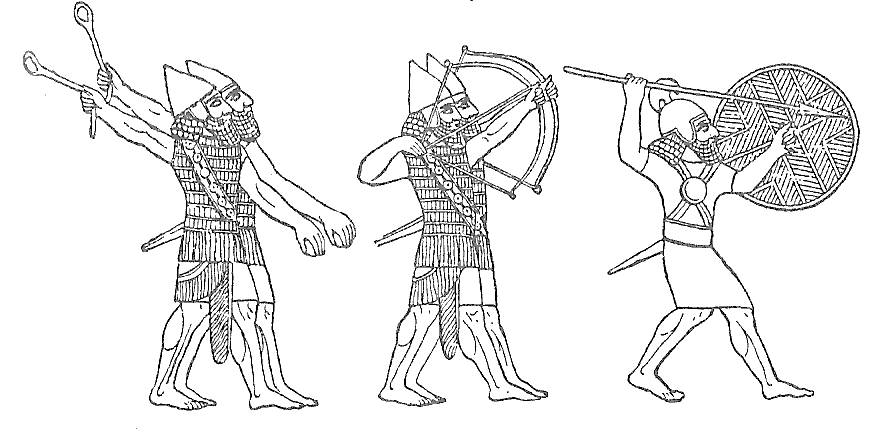
Asyryjscy procarze, łucznicy i włócznik.

Armia asyryjska największe triumfy święciła od XI do połowy VII wieku p.n.e. Była wówczas najnowocześniejszą i najsprawniejszą siłą zbrojną na świecie. Asyria była starożytnym państwem semickim powstałym w północnej Mezopotamii, które doszło do wielkiej potęgi w II tysiącleciu i w pierwszej połowie I tysiąclecia p.n.e., podbijając znaczne obszary Bliskiego Wschodu. W tym okresie była to potęga niezniszczalna, a jej wielkość i siła polegały na wprowadzeniu – po raz pierwszy w historii – armii narodowej z poboru z elementami armii zaciężnej. Była to więc armia – nawet w dzisiejszym rozumieniu tego słowa – nowoczesna, której żaden przeciwnik, nawet znacznie liczniejszy, nie był w stanie się oprzeć.

## Skład
Pierwotnie armię asyryjską, poza dobrze uzbrojoną i zdyscyplinowaną gwardią królewską, stanowiło pospolite ruszenie zaprawionego w boju chłopstwa. Tworzyło ono zastępy lekkozbrojnej piechoty oraz oddziały odpowiedzialne za robienie wyłomów w murach atakowanych miast. Jednak prowadzone w zasadzie co roku kampanie wojenne odrywały rolników i rzemieślników od pracy, co fatalnie wpływało na gospodarkę rolną. Z tego powodu asyryjscy władcy zaczęli tworzyć stałą armię. Niektóre plemiona (przeważnie górskie, gdzie zawsze była nadwyżka rąk do pracy) zostały przeznaczone do służby w wojsku, inne do policyjnej w czasie pokoju i żandarmeryjnej na wypadek wojny. Jeszcze inne sługiwały w oddziałach łuczniczych bądź konnych.
Od połowy II tysiąclecia p.n.e. zaczęto powoływać do wojska cudzoziemców, głównie ochotników. Rekruci składali przysięgę na wierność bóstwom, panującemu i jego rodzinie, kończąc uroczystą formułę słowem „hmn – amen”. Cudzoziemcy służyli przeważnie w gwardii (kisir tarruti), gdzie poziom wyszkolenia – obok formacji ciężkiej kawalerii i rydwanów – był najwyższy. Od czasów Sargona II szeregi piechoty asyryjskiej zasilali coraz częściej Aramejczycy, Filistyni i Grecy. Za panowania Esarhaddona (681-669 p.n.e.) armię uzupełniono jeńcami wojennymi, których liczba była dość znaczna. „50 wziętych do niewoli filistyńskich woźniców rydwanów, 200 konnych i 500 piechurów włączyłem do mego królewskiego korpusu” – stwierdzał z dumą władca. Sargon II w pierwszym roku swego panowania zdobył Samarię i natychmiast wcielił do swej armii wziętych do niewoli oficerów. Trzynastu spośród nich – wymienionych z imienia doświadczonych dowódców rydwanów – trzymano oddzielnie jako elitarny oddział samarytański.

### Kawaleria

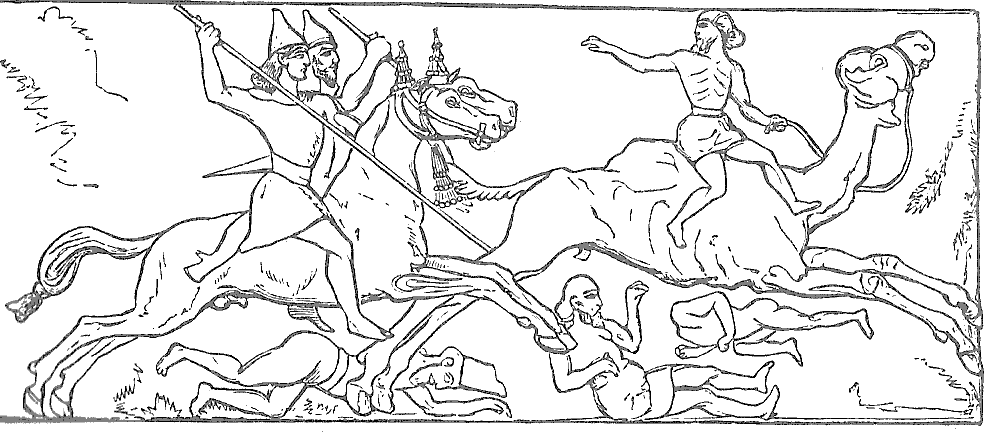
Asyryjscy jeźdźcy walczący z arabskimi koczownikami – przerys jednego z reliefów.

Wraz z rozwojem sztuki wojennej rosło zapotrzebowanie na szybkie i zwrotne związki bojowe, mogące współdziałać z rydwanami i piechotą. Tak narodziła się kawaleria. Kawalerzyści (zwani pēthallu dla odróżnienia od nie wojskowych gońców konnych kāllapu)  nie używali siodeł ani strzemion (te ostatnie wynaleziono dopiero w IV wieku n.e.) – w tej sytuacji koń był szybkim, ale niestabilnym środkiem komunikacji, co utrudniało walkę. Z tego powodu Asyryjczycy jeździli parami. Podczas bitwy jeden z jeźdźców prowadził oba wierzchowce, a drugi strzelał z łuku lub walczył wręcz.
W górzystej, półpustynnej Asyrii było niewiele koni, stąd też zaopatrzenie armii w wierzchowce stanowiło nie lada problem dla administracji królewskiej. Dobre konie nie trafiały się zapewne dość często, skoro skrzętnie odnotowywano dary z Egiptu, Anatolii i innych krajów. Esarhaddon wyprawiał swych posłów dla zdobycia ogierów zarodowych do słynących z hodowli koni krain (np. Medii). Namawiał też do tego rządców swych prowincji. Wyznaczył nadto kilku oficerów, których zadaniem było spisywanie koni – zarówno tych już ułożonych pod wierzch lub do jarzma, jak i tych, które mogłyby być poddane treningowi. Konie wymieniane są według ras. Najbardziej cenioną była rasa kuszycka, wywodząca się z Nubii.

### Rydwany

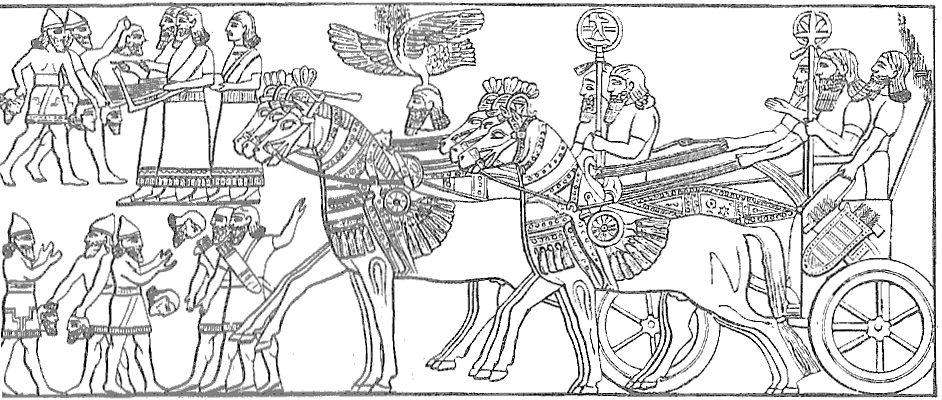
Asyryjskie rydwany – przerys jednego z reliefów

Siłę armii asyryjskiej stanowiły rydwany bojowe. Początkowo były to dość ciężkie i niestabilne platformy na ogromnych, 12-szprychowych kołach. Zaprzęgano do nich nawet po cztery konie, ale ich nieokiełznanie i brak właściwego ułożenia powodowały mnóstwo kłopotów. Dopiero wynalazek metalowego podwozia, na którym spoczywała lekka, drewniana konstrukcja, pozwolił zbudować bardzo zwrotny i szybki pojazd niosący dwóch wojowników – woźnicę i łucznika lub włócznika. W czasach Sargona II doszedł jeszcze tarczownik osłaniający kolegów jedną lub dwiema wysokimi trzcinowymi tarczami. Woźnica stał oparty o wysokie nadburcie tuż nad zamocowaniem sztywnego dyszla, z dużą łatwością powodując parą koni.
Rydwanów używano albo w centrum formacji bitewnej – jako siły uderzeniowej (co pozwalało na zmniejszenie liczby piechoty), albo też na skrzydłach dla dokonania manewru cęgowego (w tym najczęściej wypadku wraz z kawalerią). Zagony kawaleryjsko-rydwanowe pozwalały na prowadzenie szybkich, zaskakujących nieprzyjaciela kampanii. Istnieje zapis informujący, że szwadron rydwanów potrzebował zaledwie dwóch dni na pokonanie odcinka z Kalchu (Nimrud) do ujścia rzeki Duży Zab (około 100 km).
Ciężki ceremonialny rydwan królewski był zastępowany w polu przez znacznie lżejszy, a w niektórych kampaniach w trudnym (najpewniej górskim) terenie przez rydwan rozkładany, który można było przenieść w częściach tak, by władca mógł wystąpić wobec wroga w pełnym majestacie.

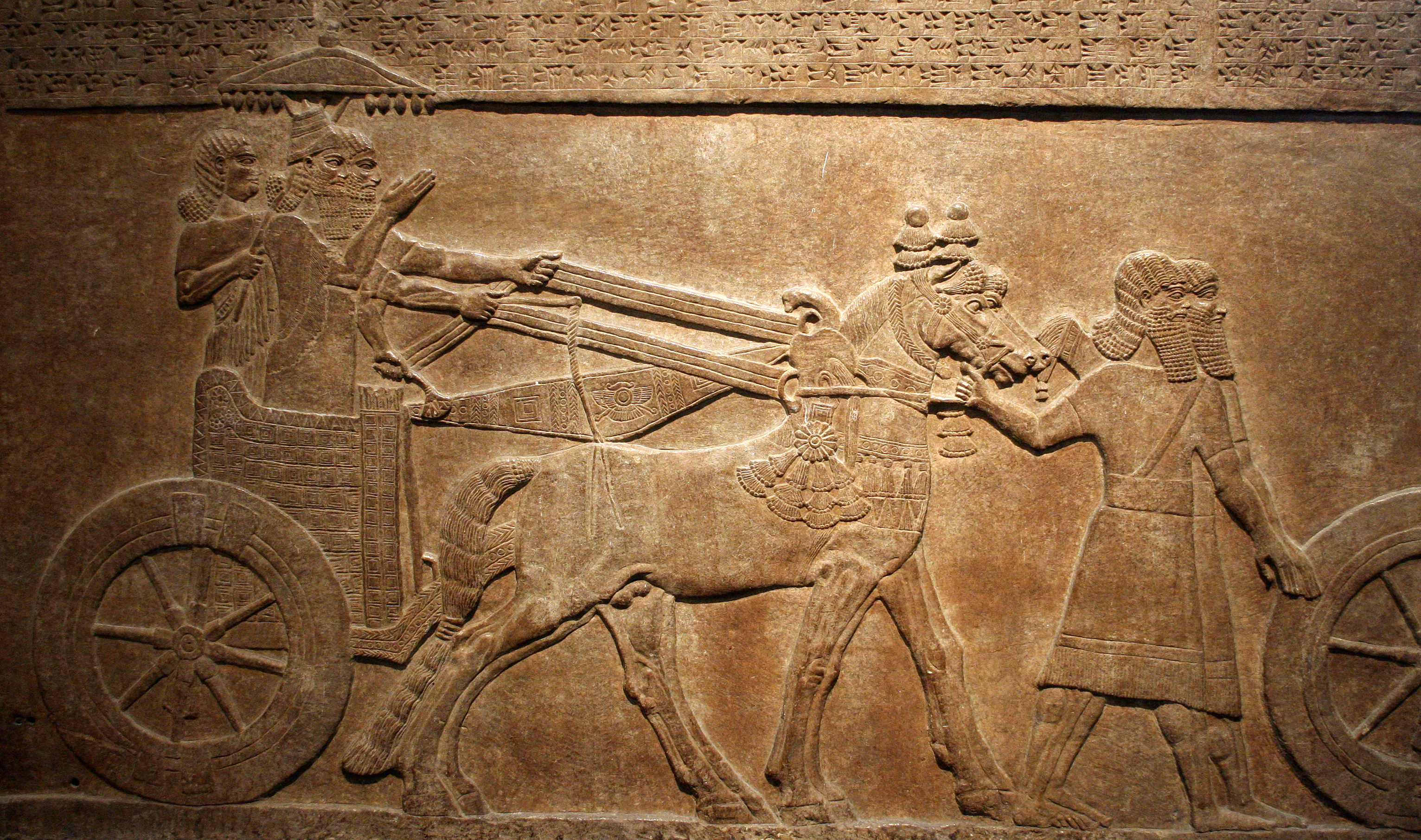
Krol Tiglat-Pileser III w rydwanie w trakcie jednej z wypraw wojennych – relief ze zbiorów British Museum.

## Dowodzenie
Na czele armii asyryjskiej stał sam król i to on często dowodził nią osobiście w czasie wypraw wojennych. Pomocą i radami służyli mu najwyżsi dostojnicy wojskowi, tacy jak turtannu (naczelny dowódca wojsk), rab sza reszi (urzędnik odpowiedzialny za armię) czy też gubernatorzy wojskowi z nadgranicznych prowincji. Poniżej w hierarchii stali oficerowie (akad. rab kiṣri) dowodzący większymi jednostkami taktycznymi (akad. kiṣru) oraz urzędnicy odpowiedzialni za zaopatrzenie, sprzęt oblężniczy czy uzbrojenie (jak np. rab urâte – "naczelnik odpowiedzialny za uzbrojenie"). Mniejszymi kontyngentami żołnierzy dowodzili odpowiednio setnicy, pięćdziesiętnicy i dziesiętnicy.
W bitwie król zajmował zazwyczaj pozycję centralną, osłaniany przez doborowe oddziały gwardii i mający wgląd w całość posunięć w centrum i na skrzydłach. Wspomagali go liczni łącznicy-adiutanci, którzy utrzymywali łączność z dowódcami skrzydeł i odwodów, co było szczególnie istotne, gdy w tumulcie bitewnym utracony został kontakt wzrokowy z poszczególnymi oddziałami.

## Organizacja

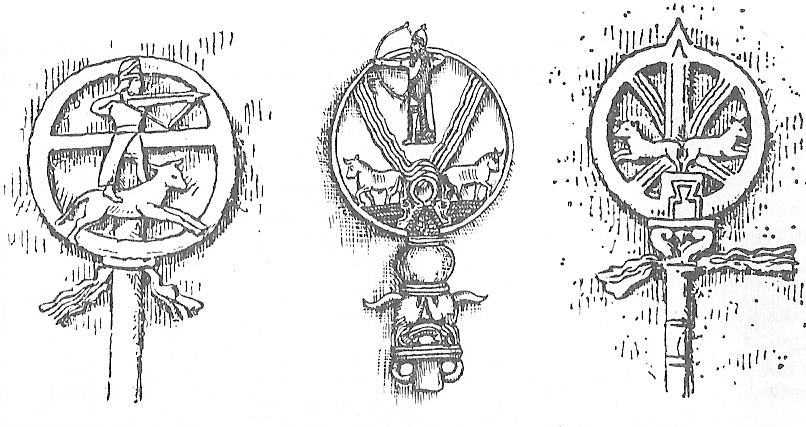
Sztandary bóstw jednostek asyryjskich – przerys z asyryjskich reliefów

Asyryjska armia królewska (akad. kiṣir šarri) zorganizowana była w hierarchiczne kontyngenty po 10, 50 i 100 ludzi. Z tych grup tworzono większe taktyczne jednostki (kiṣru) liczące po 1000 żołnierzy. Rydwany formowano w szwadrony po 50 zaprzęgów. Siła armii była, o ile oczywiście wierzyć starożytnym kronikarzom, znaczna. Król Aszurnasirpal II (883-859 p.n.e.) miał ponoć 50-tysięczną armię. Dwa razy liczniejsze zastępy można było uzbroić bronią zgromadzoną w arsenałach, które Salmanasar III zbudował w Kalchu. Za panowania Sargona II sojusznicy dostarczali 20 tysięcy łuczników, 1000 oszczepników, 1500 konnych i 150 rydwanów. Historycy szacują, że w czasach największej potęgi Asyria była w stanie zmobilizować nawet 700 tysięcy ludzi.
Duże jednostki taktyczne nosiły nazwy od wyobrażonych na ich sztandarach bóstw. Z czasów panowania Sargona II zachował się opis takich jednostek wchodzących w skład armii skierowanej przeciw Babilonii. W porządku marszowym oddziały te szły pod sztandarami bogów: na czele znajdowały się jednostki Nergala i Adada, po nich oddział Isztar, składający się ze straży przybocznej towarzyszącej królowi, a dalej na lewej i prawej flance maszerowały jednostki Sina i Szamasza.

## Uzbrojenie

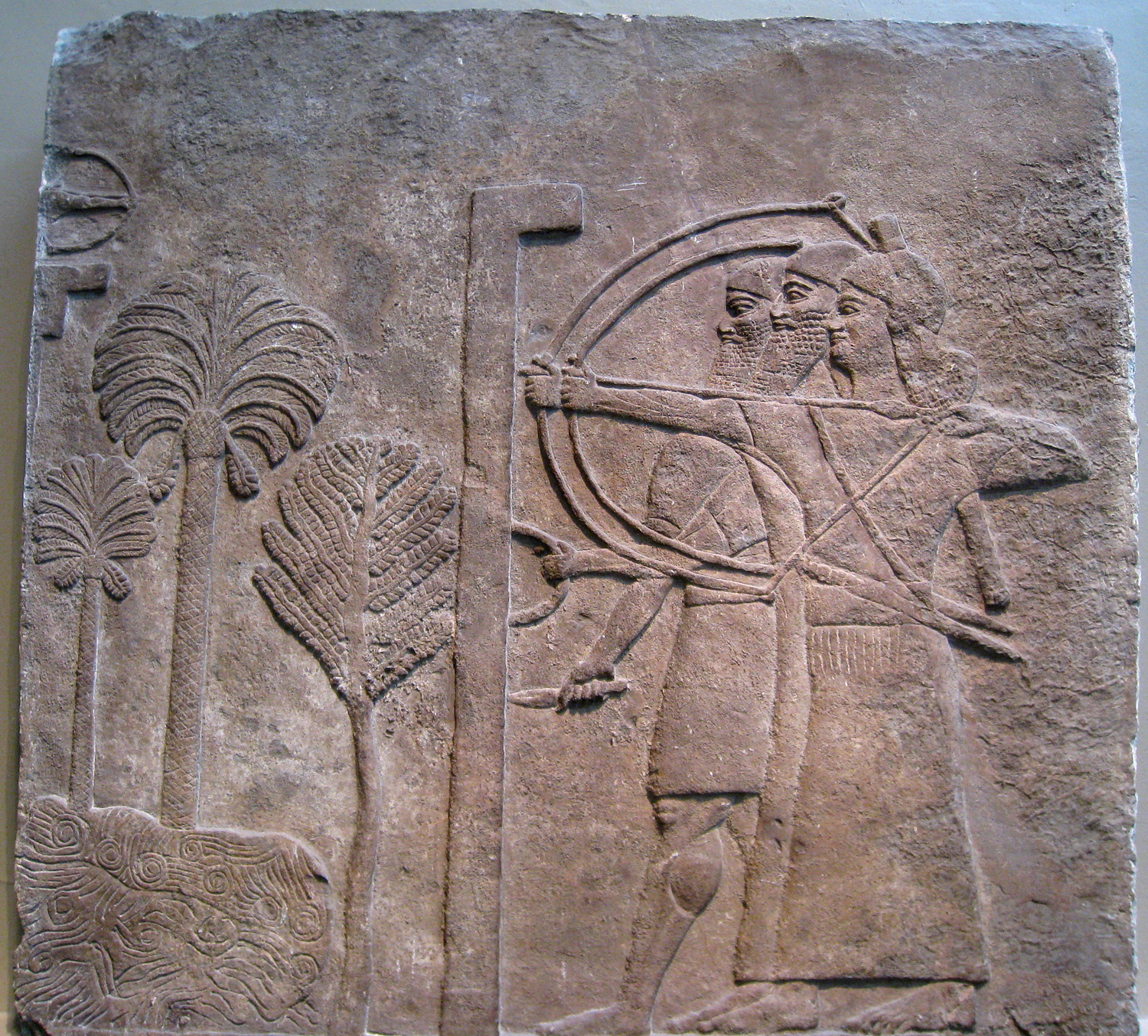
Asyryjscy łucznicy – relief z Kalchu; zbiory British Museum.

### Łuk
Główną bronią ofensywną Asyryjczyków był łuk (qaštu). Ostrzał mogły prowadzić całe oddziały łucznicze, jak też pojedynczy wojownicy. Nierzadko strzelca osłaniał kolega trzymający prostokątną trzcinową tarczę o ponad 2-metrowej wysokości i wygiętym ku tyłowi szczycie. Asyryjski łuk kompozytowy miał zasięg do 650 metrów i był śmiercionośny z odległości 250 metrów. Trzcinowa strzała posiadała zwykle żelazny, rzadziej spiżowy lub kamienny grot oraz lotki z piór orlich bądź sępich. Kołczan mieścił zazwyczaj 50 strzał. Taka strzała przebijała pancerz z odległości 100 kroków.

### Włócznia, dzida, proca
Innym rodzajem broni używanej masowo na polu bitwy była – od czasu reform Tiglat-Pilesera III włócznia. Posługiwała się nią piechota, załogi rydwanów i konnica. Włócznia nie służyła do miotania, jakkolwiek Aszurbanipal przechwalał się w jednym z tekstów, iż średniociężką włócznią jest w stanie miotać jak oszczepem. W użyciu były również – choć rzadziej pojawiają się w kronikach – piki, dzidy, oszczepy, yakitu (rodzaj broni miotanej), czy ostro zakończone obuchy. W armii asyryjskiej walczyli też procarze. Ich gliniane pociski posiadały zwykle gruszkowaty kształt i wyrzucane były z długich, skórzanych proc na odległość nawet 200 metrów.

### Zbroje i odzież
Obok tarcz, ochronę przed ciosami wroga stanowiły skórzane kaftany naszywane metalowymi płytami. Nosiła je kawaleria, załogi rydwanów, a nawet czasami piechota, chociaż były ciężkie i niewygodne. Z tego powodu zostały z czasem zastąpione dopasowanymi, skórzanymi napierśnikami gęsto naszytymi małymi, metalowymi (najczęściej mosiężnymi) płytkami.
Lekkozbrojna piechota nosiła wielowarstwowe tuniki i stożkowe hełmy z brązu, które w końcu VII wieku p.n.e. ustąpiły hełmom grzebieniastym ze skórzanymi osłonami karku. Wydaje się, iż grzebienie, wstążki oraz kity wieńczące hełmy były różne dla różnych formacji, podobnie jak buławy i buzdygany stanowiące znak oficerskiej godności.
Żołnierze asyryjscy nosili wysokie sznurowane buty o długich wygiętych ku tyłowi noskach, ale w VII w. p.n.e. wyszły one z mody na rzecz niższych butów o noskach prostych. Konnica nosiła także długie opończe z kapturem i obcisłe nogawice dla ochrony przed chłodem.

## Zaopatrzenie
Armia w marszu żywiła się „racjami podróżnymi” lub też korzystała z magazynów wojskowych znajdujących się w stolicach poszczególnych prowincji. Na terytorium nieprzyjaciela postępowała jak każda inna armia świata, rekwirując lub rabując wszystko co było potrzebne. „Pokonany Ullusunu z Manny utoczył oliwy i wina i karmił naszą armię nie gorzej niż namiestnicy w naszych asyryjskich prowincjach” – donosił Sargon w relacji z jednej ze swych kampanii. W opisach poszczególnych kampanii często jest mowa o zajmowaniu (czy raczej rabowaniu) składów wina i spichlerzy.

## Komunikacja i łączność
Komunikację wewnętrzną armii zapewniała sieć stacji pośrednich, gdzie znajdowały się zapasy żywności oraz zapasowe konie dla gońców królewskich. Po wyznaczonych szlakach między dowództwami niższych szczebli poruszali się gońcy piesi, podczas gdy konni – przydzieleni do każdego dowództwa armijnego oraz stolicy prowincji – utrzymywali stały kontakt z samym władcą. Do szybkiej łączności używano też sygnalizacji świetlnej i dymnej paląc ogniska na szczytach wzgórz. Stosy chrustu rozlokowane były ok. pół kilometra od siebie, co zapewniało bardzo szybkie przesłanie wiadomości (z Aszur na północy Mezopotamii do Babilonu na południu wieść docierała w ciągu doby).

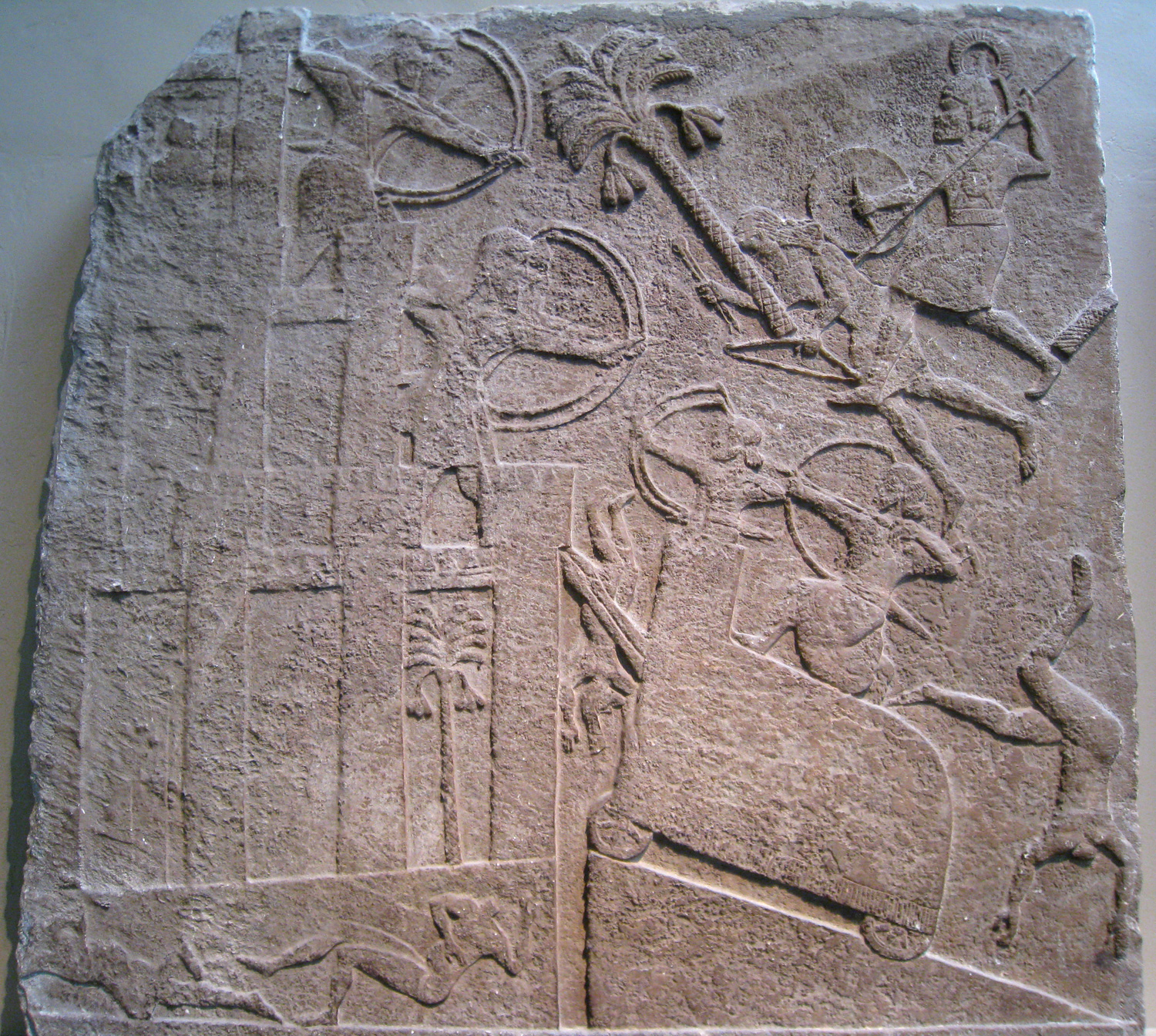
Asyryjski atak na miasto z użyciem usypanej rampy i krytego taranu z wieżą dla łuczników – relief z Kalchu; zbiory British Museum.

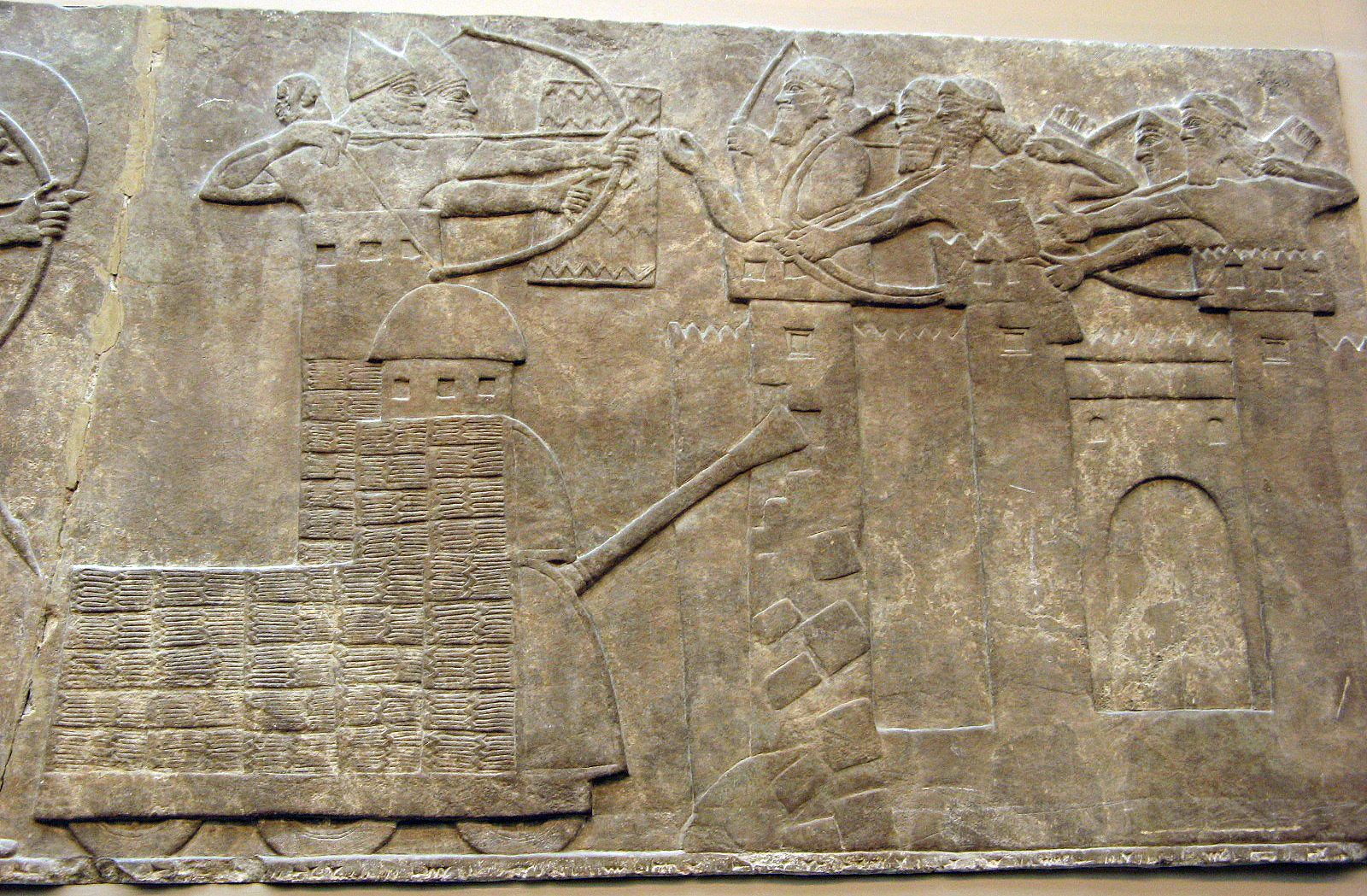
Asyryjski atak na miasto z użyciem krytego taranu z wieżami dla łuczników – relief z Kalchu; zbiory British Museum.

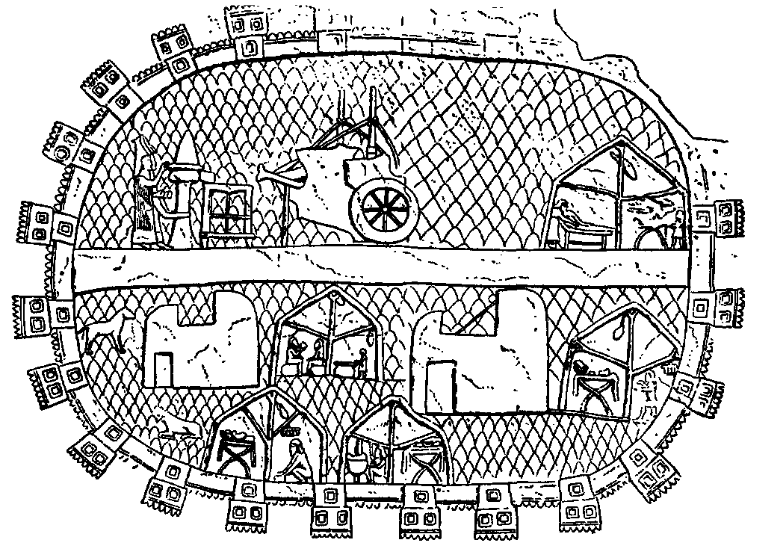
Asyryjski obóz wojskowy – przerys z jednego z reliefów

## Sztuka oblężnicza
Asyryjczycy świetnie zdawali sobie sprawę, że zajęcie wrogich miast i twierdz jest rękojmią szybkiego i trwałego podporządkowania sobie danego terytorium. Miasta budowano wtedy przeważnie nad rzekami, które zapewniały ochronę przynajmniej z jednej strony. Większość miast była otoczona murami – czasami nawet kilkoma rzędami.
Podstawową techniką oblężniczą, jaką przyniosła połowa drugiego tysiąclecia, było sypanie wysokiej rampy-pochylni pozwalającej na dotarcie do cieńszych partii murów. Na rampę wciągano kryty taran, którym kruszono mury. Często taran był wbudowany w ruchomą wieżę oblężniczą, z której szczytu łucznicy ostrzeliwali obrońców na murach. Jeśli obiekt leżał nad rzeką, Asyryjczycy budowali w górnym jej biegu pływające machiny oblężnicze, które następnie spławiali pod mury miasta, by razić obrońców wykorzystując przewagę wysokości.
Inną metodą było drążenie tuneli przez osłanianych przez tarczowników saperów. Podkopywali się oni pod fundamenty muru, wzmacniając podkopy drewnianymi stemplami. W odpowiednim momencie (tj. w chwili dotarcia podkopu pod umocnienia wroga) stemple podpalali, co zazwyczaj kończyło się zawaleniem znacznej partii murów.
Podczas oblężenia armia dewastowała okoliczne ziemie szukając żywności, niewolników i łupów.
Mimo to szturmowanie miast było czasochłonne (mogło trwać kilka miesięcy, a nawet lat). Starożytni władcy nie mogli pozwolić sobie na tak długie utrzymywanie wojska w polu. Dlatego też Asyryjczycy zazwyczaj nie szturmowali większego miasta, ale zastraszali jego załogę. Brali szturmem wybrane mniejsze miasto w regionie i masakrowali mieszkańców z bezprzykładnym okrucieństwem (np. krzyżując, wbijając na pal, sprzedając resztę w niewolę). Dbali przy tym o to, by wieść o rzezi rozeszła się do innych miast. Te – w rezultacie – zazwyczaj poddawały się bez walki.
Niektóre miasta zdobywano w kilka tygodni, ale np. Arpad opierało się Tiglatpilesarowi III blisko trzy lata, zaś władca Babilonu Nabuchodonozor II stał pod murami Tyru aż trzynaście lat, bowiem położone na wyspie miasto było nieustannie zaopatrywane drogą morską.
Oblężenie Jerozolimy w roku 701 p.n.e. trwało niecały rok, podczas gdy zdobycie tegoż miasta w roku 587 p.n.e. zajęło ponad dwa lata.

## Podsumowanie
Asyryjczycy nie cieszyli się dobrą sławą wśród okolicznych ludów, bowiem podczas wojen dopuszczali się licznych okrucieństw. I tak na przykład Sargon II, podczas najazdu na Urartu w roku 714 p.n.e., nakazał zasypanie systemu irygacyjnego, wycięcie winnic, drzew owocowych i ozdobnych, a wreszcie zniszczenie pól uprawnych tak, by ziemia przestała rodzić.
Armia asyryjska, szczególnie w okresie średniego i nowego państwa, była armią nie do pokonania, jakkolwiek Asyryjczycy nie wprowadzili jakichś niezwykłych wynalazków, które pozwoliłyby na pokonanie przeciwników w sposób niekonwencjonalny. Ich jedynym osiągnięciem było stworzenie stałej armii z poboru, a mianowicie takiej, w której każdy Asyryjczyk wiedział do jakiej służby i formacji zostanie powołany. Taki żołnierz od najmłodszych lat ćwiczył się w określonej sztuce walki. Ponadto działał sztywny podział armii, gdzie poszczególnymi oddziałami dowodzili przygotowani do tego i odpowiednio wyszkoleni oficerowie.
Niekończące się wojny osłabiły jednak imperium asyryjskie. Zasoby ludzkie, wyniszczane ciągłymi wojnami, przestały być wystarczające wobec rosnącego naporu przeciwników i w końcu VII wieku p.n.e. asyryjska potęga została zniszczona przez połączone wojska Medów i Babilończyków.